# Gravitacijska konstanta
Gravitacijska konstanta (oznaka G) je prirodna konstanta koja se pojavljuje u općem ili Newtonovom zakonu gravitacije kao čimbenik razmjernosti privlačne sile između dvaju tijela na određenoj udaljenosti i njihovih masa. 
{\displaystyle F=G\cdot {\frac {m_{1}\cdot m_{2}}{r^{2}}}\ }
gdje je:
- F – uzajamna sila privlačenja između dva tijela (kg), i vrijedi F = F1 = F2,
- G – univerzalna gravitacijska konstanta koja otprilike iznosi 6,67428 × 10−11 N m2 kg−2,
- m1 – masa prvog tijela (kg),
- m2 – masa drugog tijela (kg), i
- r – međusobna udaljenost između središta dva tijela (m).

Prvi ju je izmjerio H. Cavendish 1798. s pomoću precizne torzijske vage. Današnja izmjerena vrijednost gravitacijske konstante iznosi:
{\displaystyle G=6,\!67428\times 10^{-11}\ {\mbox{m}}^{3}\ {\mbox{kg}}^{-1}\ {\mbox{s}}^{-2}=6,\!67428\times 10^{-11}\ {\rm {N}}\,{\rm {(m/kg)^{2}}}}
s relativnom standardnom nesigurnošću od 1 u 104.

## Dimenzije, jedinice, i magnituda
Dimenzije pripisane gravitacijskoj konstanti u gornjoj jednadžbi – udaljenost na treću, podijeljena s masom i vremenom na kvadrat (u SI jedinicama, metar na treću po kilogramu po sekundi na kvadrat) – su one dimenzije potrebne da se izjednače jedinice upotrebljene u gravitacijskim jednadžbama. Međutim, ove dimenzije imaju fundamentalnu važnost u smislu Planckovih jedinica: kada je izražena u SI jedinicama, gravitacijska konstanta je dimenzijski i numerički jednaka Planckovoj duljini na treću podijeljenoj s Planckovom masom i kvadratom Planckovog vremena. U prirodnim jedinicama, od kojih su Planckove jedinice vjerojatno najbolji primjer, G i ostale fizičke konstante kao c (brzina svjetlosti) mogu biti postavljene kao 1.
U mnogim školama, dimenzije G-a su izvedene iz sile zbog lakšeg razumijevanja studentima:
{\displaystyle G\approx 6,\!674\times 10^{-11}{\rm {\ N}}\,{\rm {(m/kg)^{2}}}.}
U CGS-u, G se može napisati kao:
{\displaystyle G\approx 6,\!674\times 10^{-8}{\rm {\ cm}}^{3}{\rm {g}}^{-1}{\rm {s}}^{-2}.}
G također može biti dan kao:
{\displaystyle G\approx 0,\!8650{\rm {\ cm}}^{3}{\rm {g}}^{-1}{\rm {h}}^{-2}.}
S obzirom na to da period P objekta u kružnoj orbiti oko sferičnog objekta poštuje
{\displaystyle GM=3\pi V/P^{2}}
gdje je V volumen unutar polumjera orbite, vidimo da
{\displaystyle P^{2}={\frac {3\pi }{G}}{\frac {V}{M}}\approx 10,\!896{\rm {\ h}}^{2}{\rm {g\ }}{\rm {cm}}^{-3}{\frac {V}{M}}.}
Ovaj način izražavanja G-a prikazuje vezu između prosječne gustoće planeta i perioda satelita koji kruži neposredno iznad njegove površine.
U nekim poljima astrofizike gdje se udaljenosti mjere u parsecima (pc), brzine u kilometrima po sekundi (km/s) i mase u sunčevim jedinicama ({\displaystyle M_{\odot }}), korisno je izraziti G kao:
{\displaystyle G\approx 4,\!3\times 10^{-3}{\rm {\ pc}}\,M_{\odot }^{-1}\,{\rm {(km/s)}}^{2}.\,}
Sila gravitacije je ekstremno slaba u usporedbi s ostalim fundamentalnim silama. Na primjer, sila gravitacije između elektrona i protona udaljenih 1 metar je otprilike 10-67 njutna, dok je elektromagnetska sila između istih čestica 10-28 njutna. Obe ove sile su slabe u usporedbi sa silama koje smo u mogućnosti direktno doživjeti, ali elektromagnetska sila u ovom primjeru je oko 39 redova veličine (npr. 1039) veća od sile gravitacije – otprilike sličan odnos kao mase sunca u usporedbi s masom micrograma.

## Povijest mjerenja
Gravitacijska konstanta se pojavljuje u Newtonovom zakonu univerzalne gravitacije, ali nije izmjerena do 1798. ili 71 godinu nakon Newtonove smrti-kada ju je izmjerio Henry Cavendish (eng. Philosophical Transactions 1798.). Cavendish je izmjerio G implicitno, koristeći torzionu vagu koju je izumio geolog John Mitchell. On je koristio vodoravnu torzijsku gredu s olovnim loptama čiju je tromost ili inerciju (u odnosu s torzijskom konstantom) mogao izmjeriti mjereći vrijeme oscilacije grede. Njihova slaba privlačnost prema ostalim loptama postavljenim uzduž grede bila je prepoznatljiva po progibu koji je stvarala. Cavendishova namjera zapravo nije bila mjerenje gravitacijske konstante, već mjerenje Zemljine gustoće u odnosu na vodu, kroz precizno znanje o gravitacijskim interakcijama. Retrospektivno, gustoća koju je Cavendish izračunao implicira vrijednost za G od 6,754 × 10−11 m3/kg/s2.
Preciznost izmjerene vrijednosti G se samo skromno povećala od originalnog Cavendishovog pokusa. G je dosta težak za izmjeriti, jer je gravitacija dosta slabija od ostalih fundamentalnih sila, i eksperimentalna oprema ne može biti odvojena od gravitacijskog utjecaja ostalih tijela. Dalje, gravitacija nema ustanovljen odnos prema ostalim fundamentalnim silama, tako da se ne čini moguće izračunati je indirektno iz drugih konstanti koje se mogu računati s većom preciznošću, kao što se radi u ostalim područjima fizike. Objavljene vrijednosti G-a su varirale poprilično široko, i neka nedavna mjerenja visoke preciznosti su, u biti, međusobno isključiva.
U izdanju Science-a od 5. siječnja 2007. (74. stranica), članak "Atom Interferometer Measurement of the Newtonian Constant of Gravity" (J. B. Fixler, G. T. Foster, J. M. McGuirk, i M. A. Kasevich) opisuju novo mjerenje gravitacijske konstante. Prema apstraktnome: "Ovdje, objavljujemo vrijednost za G od G = 6,693 × 10−11 kubičnih metara po kilogramu i sekundi na kvadrat, sa standardnom pokreškom srednje vrijednosti ±0,027 × 10−11 i sistemskom pogreškom od ±0,021 × 10−11 kubičnih metara po kilogramu i sekundi na kvadrat."

## GMprodukt
Vrijednost GM-umnožak gravitacijske konstante i mase danog astronomskog tijela kao što su Sunce ili Zemlja, poznat je kao standardni gravitacijski parametar i označen sa {\displaystyle \scriptstyle \mu \!}. Ovisno o promatranom tijelu, može se također zvati geocentrična ili heliocentrična gravitacijska konstanta, između ostalih imena.
Ova vrijednost daje prikladnu pojednostavljenost raznih jednadžbi vezanih za gravitaciju. Također, za nebeska tijela kao što su Sunce i Zemlja, vrijednost produkta GM je poznatija s većom preciznošću nego svaki faktor pojedinačno. Zaista, ograničena preciznost za G često ograničava preciznost znanstvene determiniranosti takvih masa u početku.
Za Zemlju, korištenje M⊕ kao simbola za masu Zemlje, imamo
{\displaystyle \mu =GM_{\oplus }=(398600,\!4418\pm 0,\!0008)\ {\mbox{km}}^{3}\ {\mbox{s}}^{-2}.}
Izračuni u nebeskoj mehanici mogu također biti sprovedeni koristeći jedinicu solarne mase radije nego standardnu SI jedinicu kilogram. U ovom slučaju koristimo Gausovu gravitacijsku konstantu koja je k2, gdje je:
{\displaystyle {k=0,\!01720209895\ A^{\frac {3}{2}}\ D^{-1}\ S^{-{\frac {1}{2}}}}\ }
i
{\displaystyle A} je astronomska jedinica;
{\displaystyle D} je srednji sunčev dan;
{\displaystyle S} je Sunčeva masa.
Ako umjesto srednjeg Sunčevog dana koristimo sideričku godinu kao jedinicu za vrijeme, vrijednost k je jako blizu 2π (k = 6,283 15).
Standardni gravitacijski parametar GM pojavljuje se kao gore u Newtonovom zakonu univerzalne gravitacije, kao također i u jednadžbama za skretanje svjetlosti prozročeno gravitacijskim lećama, u Keplerovim zakonima o gibanjima planeta i u jednadžbi za brzinu oslobađanja.